# Chrysichthys hildae
Chrysichthys hildae är en fiskart som beskrevs av Bell-cross, 1973. Chrysichthys hildae ingår i släktet Chrysichthys och familjen Claroteidae. IUCN kategoriserar arten globalt som otillräckligt studerad. Inga underarter finns listade i Catalogue of Life.